# MQTT
MQTT (Message Queuing Telemetry Transport) is een lichtgewicht netwerkprotocol dat berichten tussen apparaten transporteert. Het is gebaseerd op het "publiceer-abonneer" concept. Het protocol werkt meestal via TCP/IP, maar elk netwerkprotocol dat geordende, verliesvrije, bidirectionele verbindingen biedt, kan MQTT ondersteunen. Het is ontworpen voor verbindingen met externe locaties waar er beperkte middelen zijn en de behoefte aan snelheid beperkt is. Het protocol is een open OASIS-standaard en een ISO-aanbeveling (ISO/IEC 20922).

## Overzicht
Het MQTT-protocol definieert twee soorten netwerkentiteiten: een broker en een aantal clients. De MQTT-broker is een server die alle berichten van de clients ontvangt en de berichten vervolgens doorstuurt naar de juiste bestemmingen, eveneens clients. Een MQTT-client is elk apparaat (van een microcontroller tot een volwaardige server) dat via een netwerk verbinding maakt met een MQTT-broker.
Informatie is georganiseerd in een hiërarchie van onderwerpen. Wanneer een uitgever een nieuw gegevensitem heeft om te distribueren, stuurt deze een controlebericht met de gegevens naar de aangesloten broker. De makelaar distribueert vervolgens de informatie naar alle klanten die zich op dat onderwerp hebben geabonneerd. De uitgever hoeft geen gegevens te hebben over het aantal of de locaties van abonnees en abonnees hoeven op hun beurt niet te worden geconfigureerd met gegevens over de uitgevers.